# Delitto al Central Park
Delitto al Central Park (The Preppie Murder) è un film per la televisione del 1989 diretto da John Herzfeld con William Baldwin, Danny Aiello e Lara Flynn Boyle.

## Trama
Una giovane donna viene trovata morta. Le indagini conducono i poliziotti ad un ragazzo che è stato visto lasciare una festa in compagnia della giovane donna. Il ragazzo dichiara che la morte della giovane è stata accidentale. Ma i genitori della ragazza non gli credono.